# Tübinger Modell

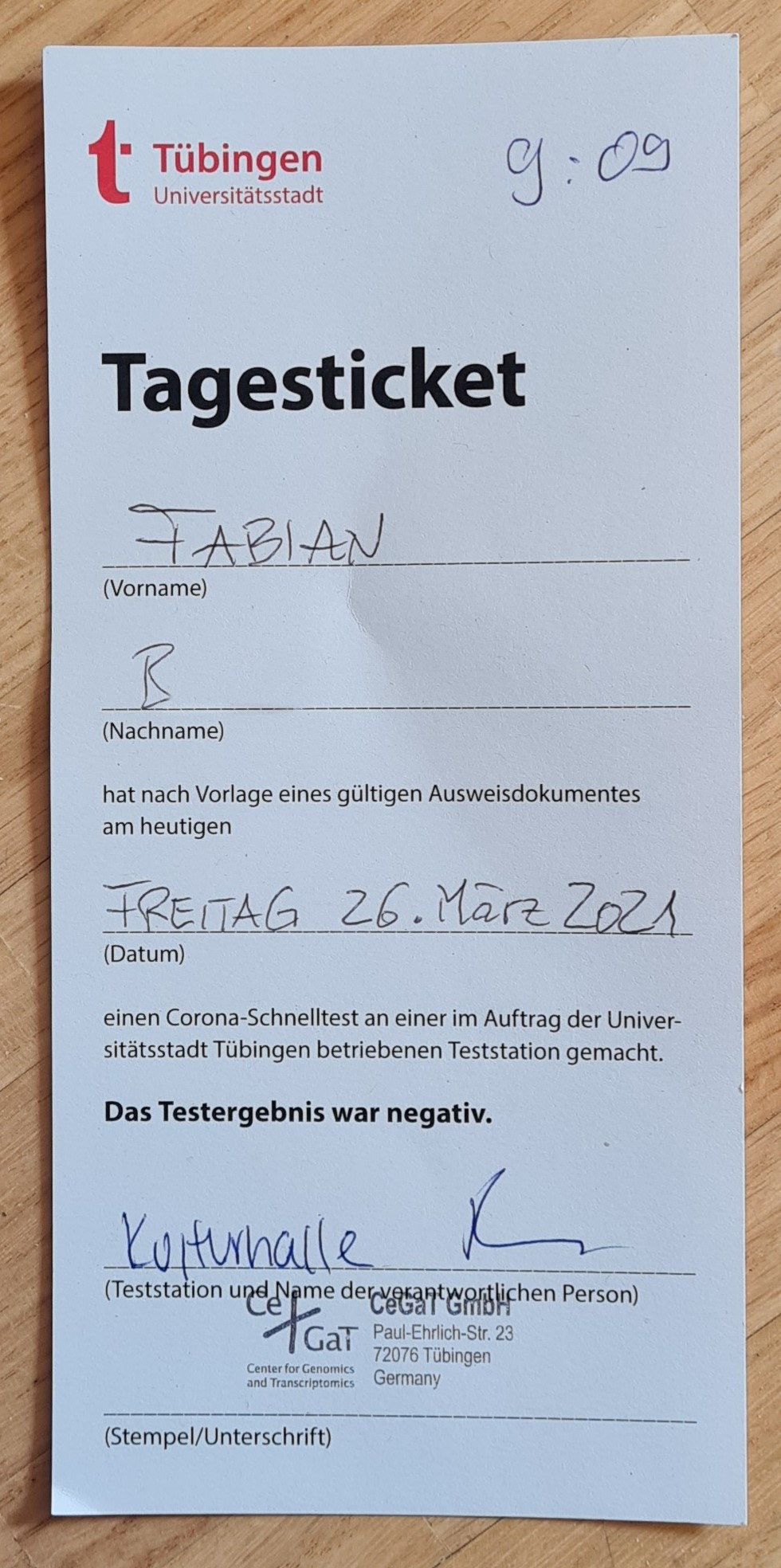
Tagesticket vom 26. März 2021

Das Tübinger Modell, auch Tübinger Weg oder offiziell Modellprojekt „Öffnen mit Sicherheit“ war ein am 16. März 2021 begonnener und bis zum 24. April 2021 durchgeführter Versuch der Landesregierung von Baden-Württemberg und der Stadt Tübingen im Zusammenhang mit der COVID-19-Pandemie. Dabei durften der Einzelhandel, die Außengastronomie, körpernahe Dienstleistungen und Kultureinrichtungen wie Theater und Kinos für Gäste öffnen, die einen tagesaktuellen negativen Corona-Schnelltest gemacht hatten. Die Landesregierung Baden-Württembergs (Kabinett Kretschmann II) zusammen mit der Stadt Tübingen erklärte, sie wolle „neue Wege im Umgang mit der Corona-Pandemie proben“. Mit der breiten Verfügbarkeit von „relativ einfach durchzuführenden Schnelltests“ eröffneten sich „neue Möglichkeiten für Öffnungen, ohne dass dabei unverantwortliche Risiken eingegangen werden müssen“.
Am 26. März 2021 gab die Landesregierung die Verlängerung des Modellversuchs bis zum 18. April 2021 bekannt. Am 25. April 2021 wurde der Modellversuch aufgrund des Wirksamwerdens der sogenannten Bundesnotbremse des Vierten Gesetzes zum Schutz der Bevölkerung bei einer epidemischen Lage von nationaler Tragweite beendet.
Das Modellprojekt war unter Epidemiologen und Gesundheitspolitikern umstritten. Kritiker sagten, die Verantwortlichen setzten mit dem Modell das falsche Signal und es zeige, dass unsystematisches Testen mit Öffnungsstrategien die schwere dritte Corona-Welle nicht aufhalten werde.

## Pandemieplan

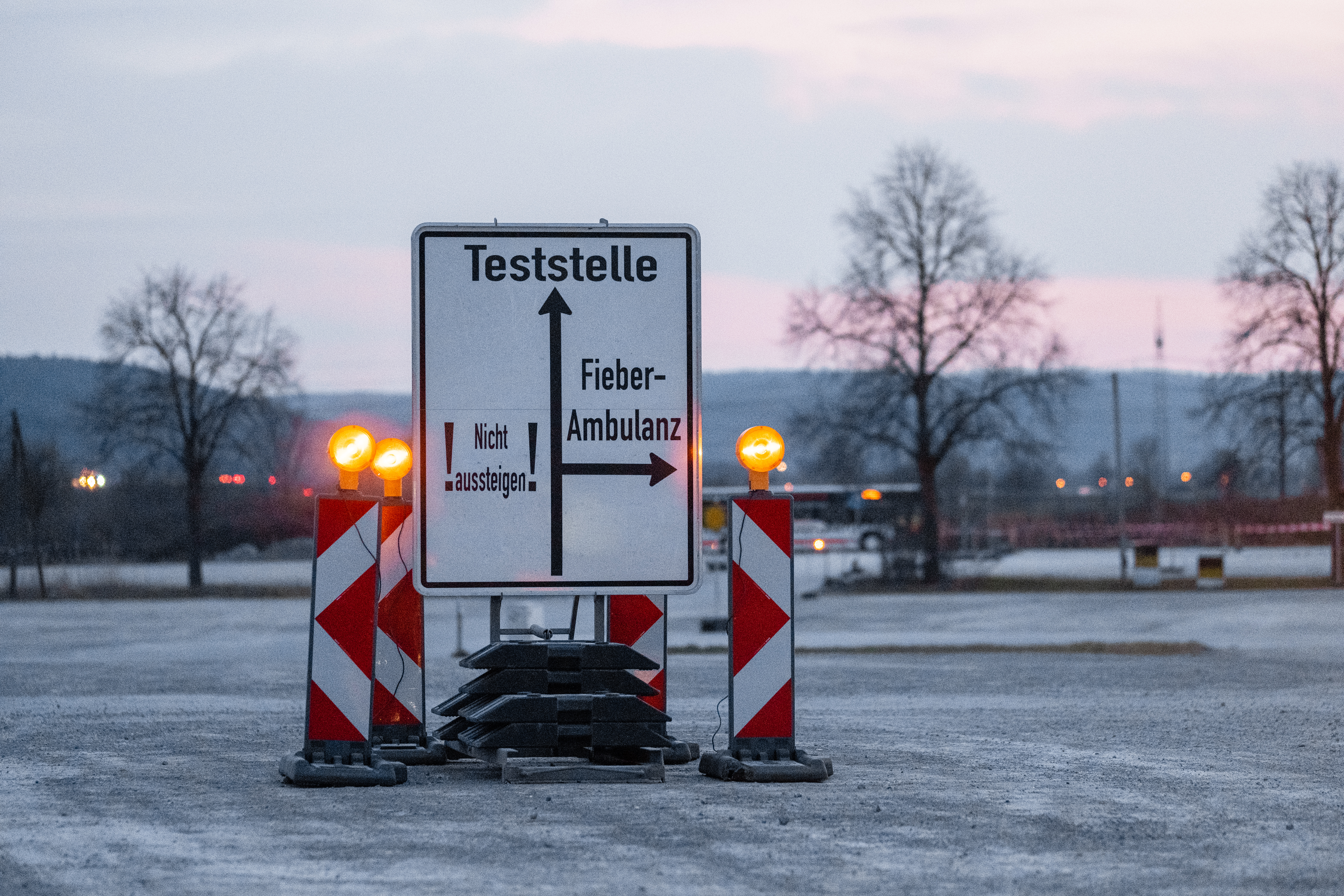
COVID-19-Teststelle in Tübingen

Ausgangsbasis des Tübinger Modells war der maßgeblich von der Ärztin und Tübinger DRK-Präsidentin Lisa Federle ausgearbeitete Pandemieplan gegen SARS-CoV-2 für den gesamten Landkreis Tübingen („Tübinger Weg“), der zunächst auf einen besonderen Schutz der älteren Bevölkerung zielte, u. a. durch kostenlose Masken oder vergünstigte Taxifahrten. Ein entscheidender Bestandteil ist eine umfangreiche Teststrategie Dazu gehört die regelmäßige Durchführung präventiver Tests in Pflegeeinrichtungen und Kliniken, mit denen schon Anfang April begonnen wurde, also deutlich bevor Bundesgesundheitsminister Jens Spahn solche Tests am 22. Mai 2020 ankündigte. Außerdem war Federle beteiligt an der Einrichtung einer Drive-in-Teststation, die bereits im März 2020 ihre Arbeit aufnahm. Seit Ende November 2020 konnte sich prinzipiell jeder kostenlos auf das Virus testen lassen, um beispielsweise familiäre Weihnachtsfeiern zu ermöglichen
Im Rahmen des Pandemieplans bot Tübingen:
- Kostenlose Schnelltests für Friseure, „körpernahe Dienstleistungen“ und Fahrschulen: Allen Betrieben in Tübingen, die körpernahe Dienstleistungen anbieten (also beispielsweise Gesichtsbehandlungen, Kosmetikstudios und Friseure) sowie allen Fahrschulen werden auf Wunsch einfach zu handhabende Schnelltests zur Verfügung gestellt. Diese nasalen Tests konnten ohne medizinisches Fachpersonal angewandt werden. Mit ihnen können sich sowohl die Belegschaft als auch die Kundinnen und Kunden testen. Die Kosten trug ein Netzwerk aus Tübinger Unternehmern, die Beschaffung läuft über das Deutsche Rote Kreuz im Landkreis Tübingen.
- Kostenlose Schnelltests in Schulen und Kindertagesstätten (Kita): In Tübinger Schulen und Kitas können sich Lehrkräfte, Schülerinnen und Schüler der Abschlussklassen sowie Kita-Beschäftigte regelmäßig selbst testen. Am 26. März 2021 wurde das Angebot auch auf Kita-Kinder ausgeweitet. Diese können freiwillig von ihren Eltern getestet werden. Je nach Einrichtung finden diese Tests zuhause oder in der Kita statt. Ziel sei es, mögliche Infektionen mit dem Coronavirus schnell aufzuspüren und so einen sicheren Betrieb von Schule und Kita zu ermöglichen. Das Konzept entwickelte die Stadtverwaltung gemeinsam mit dem Deutschen Roten Kreuz im Landkreis Tübingen, den Tübinger Schulen und dem Gesamtelternbeirat. Zum Einsatz kommen Schnelltests, die eine einfache Selbsttestung durch die Nase ermöglichen. Der Gemeinderat stellte dafür 100.000 Euro zur Verfügung.
- Kostenlose Schnelltest in Altenheimen: Seit September 2020 fanden in allen Pflegeheimen regelmäßig Corona-Tests für das Personal statt. Anfangs hat das Deutsche Rote Kreuz die Mitarbeiterinnen und Mitarbeiter alle zwei Wochen getestet, seit Verfügbarkeit der Schnelltests fanden diese zweimal pro Woche statt. Zudem bot die Stadt Tübingen in allen Tübinger Alten- und Pflegeheimen seit Oktober 2020 kostenlose Schnelltests für Besucherinnen und Besucher an. Jeder Einrichtung standen wöchentlich zwei Schnelltests pro Bewohnerin und Bewohner zur Verfügung. Die Teilnahme an den Tests war freiwillig. Das Deutsche Rote Kreuz und Kita-Eltern mit medizinischem Hintergrund schulten das Personal in den Schulen und Kitas, das dann vor Ort die Tests begleitet. Diese sind für alle Beschäftigten zweimal pro Woche möglich. Die Teilnahme an den Schnelltests ist freiwillig. Darüber hinaus bietet das DRK-Testmobil zusätzliche Zeitfenster speziell für Lehrkräfte sowie Schülerinnen und Schüler an.
- Kostenlose Masken für ältere Bürger: Die Stadt Tübingen sandte bereits im April 2020 allen Bürgern über 65 Jahren kostenlose Stoffmasken per Post zu. Im November 2020 erhielt dieselbe Zielgruppe auf demselben Weg erneut kostenlose FFP2-Masken.
- Kostenlose FFP2-Masken für Bedürftige aus Risikogruppen: Bedürftige, die ein erhöhtes Risiko für einen schweren Krankheitsverlauf bei einer Ansteckung mit dem Coronavirus haben, stellte die Stadt Tübingen seit Mitte Dezember 2020 kostenlose FFP2-Masken zur Verfügung (derzeit jeweils fünf Stück).
- Anruf-Sammel-Taxi: Damit Menschen über 60 Jahren auf die Fahrt mit dem Bus verzichten, konnten sie stattdessen zum Bustarif das Anruf-Sammeltaxi nutzen.
- Einkaufszeitfenster für Ältere: Die Stadtverwaltung rief im Frühjahr 2020 gemeinsam mit dem Handel- und Gewerbeverein alle Menschen unter 65 Jahren und ohne Vorerkrankungen dazu auf, möglichst nicht zwischen 9.30 Uhr und 11 Uhr einkaufen zu gehen. Innerhalb dieses sogenannten „Einkaufszeitfensters“ können stattdessen diejenigen einkaufen gehen, für die eine Infektion mit dem Coronavirus eine große Gefahr bedeutet und die deshalb Kontakte möglichst vermeiden sollten.[10]

## Modellprojekt

### Hintergrund
Die Regierung von Winfried Kretschmann (Bündnis 90/Die Grünen) setzte sich ab 2021 politisch für die Aufhebung von Beschränkungen durch das vorherige Testen ein. Das Land wollte in einem Modellprojekt Erfahrungen sammeln, ob durch den intensiven Einsatz von Schnelltests zusätzliche Öffnungsschritte umsetzbar wären, ohne dass dadurch ein negativer Effekt auf das Infektionsgeschehen entstünde. Das Projekt, das an das Impulspapier von Ministerpräsident Winfried Kretschmann für die Ministerpräsidentenkonferenz am 3. März 2021 anknüpfte, würde nach Meinung der Landesregierung „zudem durch das engmaschige Testen – auch in Bereichen, in denen eigentlich kein Schnelltest notwendig wäre – sogar für zusätzliche Sicherheit“ sorgen. Politisch stand die Einschätzung im Hintergrund, dass die Aufrechterhaltung von Beschränkungen die Bevölkerung übermaßen strapaziere. Wirtschaftlich würden auch einzelne Branchen zunehmend in eine Existenzkrise geraten.
Die Tübinger Pandemie-Beauftragte Lisa Federle und der Tübinger Oberbürgermeister Boris Palmer entwickelten das Konzept für den Pilotversuch in Abstimmung mit dem Land. Sie kommentierten die Erlaubnis für den Modellversuch wie folgt: „Wir bedanken uns beim Land für die Chance, gemeinsam mit der engagierten Bürgerschaft auszutesten, wie eine Stadt sicher geöffnet werden kann. Das ist ein weiterer Schritt auf dem Tübinger Weg, die Pandemie durch präventives Testen unter Kontrolle zu bringen.“

### Wissenschaftliche Begleitforschung
Die Wissenschaftliche Begleitforschung wurde von der Arbeitsgruppe von Peter Gottfried Kremsner, Professor am Instituts für Tropenmedizin entworfen und durchgeführt. Die Begleitforschung hätten die Forscher „aus dem Boden stampfen müssen“, weil die Modellstadt sehr kurzfristig ausgerufen worden sei, berichtete der SWR. Die Wissenschaftliche Erhebung startete erst mit einer Woche Verspätung und es fand sich nur „eine Handvoll Studierende“, die sie durchführen wollten. Inhaltlich wurden die Tests nach Positivrate und evtl. Mutationen ausgewertet sowie die Besucher per Fragebogen nach ihren Lebensumständen gefragt. Nicht erhoben wurde, ob Besucher nach der Teilnahme weiterhin negativ waren. Sandra Müller vom SWR Tübingen resümierte: „Ich nehme fast an, am Schluss wird der Hauptlerneffekt der Modellstadt gar kein wissenschaftlicher sein, sondern ein organisatorisch-pragmatischer.“
Das Universitätsklinikum Tübingen der Eberhard Karls Universität stellte in einem Zwischenbericht der wissenschaftlichen Begleitforschung am 21. April 2021 unter anderem fest: „Nach Abschluss der fünften Woche im Modellprojekt ‚Öffnen mit Sicherheit‘ zeichnet sich weiterhin ein positives Gesamtergebnis ab. Die offiziell berichtete 7-Tagesinzidenz hat sich in diesem Berichtszeitraum bei einem Wert unter 90 stabilisiert. Seit zwei Wochen ist kein Anstieg der offiziell berichteten Inzidenz mehr zu beobachten. Es zeigt sich ein leichter Anstieg der Schnelltestpositivrate, die als primärer Endpunkt für die Beurteilung des lokalen Infektionsgeschehens in der wissenschaftlichen Begleitforschung dient […] Die vorliegenden Daten erlauben die Annahme, dass die hohe Testdichte in Tübingen zwar aktuell eine relative Erhöhung der offiziell berichteten Inzidenz bewirkt, aber mittelfristig und letztlich eine Kontrollwirkung auf die Ausbreitung des Virus entwickelt, indem etwa 30 asymptomatischen Fälle wöchentlich entdeckt werden und durch anschließende Quarantäne nicht weiter das Virus verbreiten können. Bisher ist kein negativer Effekt durch zusätzliche Kontakte in Handel und Kultur zu erkennen. Mit weiter ansteigender Testdichte ist zu erwarten, dass sich der positive Effekt verstärkt.“

### Modellkomponenten
Das Modellprojekt bestand aus folgenden Komponenten:
- Für die Nutzung der Einzelhandelsangebote, die bis zum 8. März 2021 geschlossen waren, sowie für Friseursalons und bei körpernahen Dienstleistungen wurde ein tagesaktueller Schnelltest zur Bedingung.
- Außengastronomie und Kulturbetriebe sowie Kinos wurden zusätzlich geöffnet, jedoch ebenfalls nur für Personen, die ein tagesaktuelles negatives Schnelltestergebnis vorweisen können sowie unter Einhaltung weiterer Hygieneauflagen.

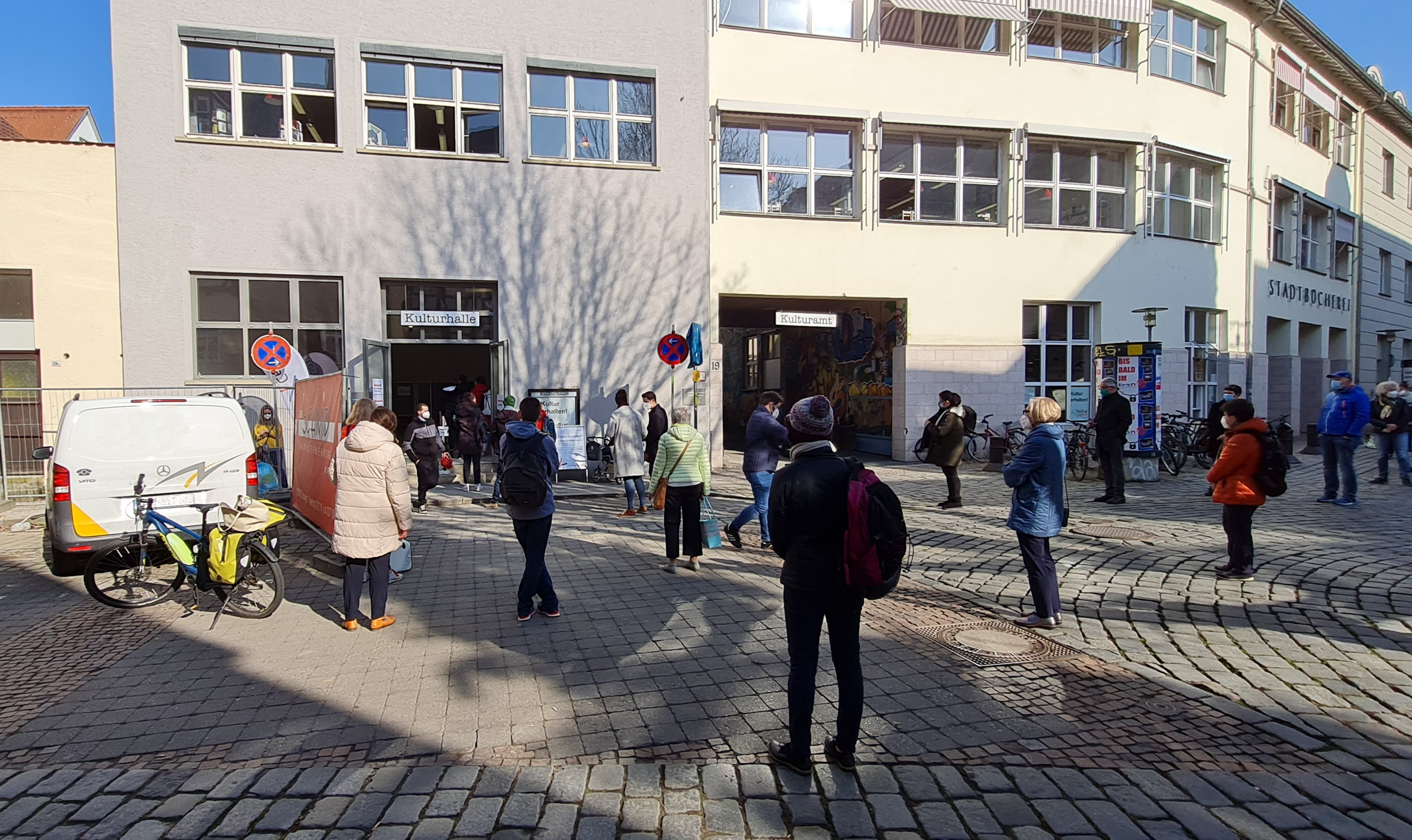
Corona-Schnelltest in der Kulturhalle Tübingen, 26. März 2021

- Für die Ausstellung von Testzertifikaten wurden in der Innenstadt Schnellteststationen eingerichtet. Angelerntes Personal führte kostenlose Tests durch, dokumentierte das Ergebnis und gab ein personalisiertes Zertifikat aus.
- Das Modellprojekt wurde durch die Universität Tübingen wissenschaftlich begleitet, um konkrete Handlungsempfehlungen für andere Regionen und das Land abzuleiten.[1]

### Tagesticket
In Tübingen war das „Tübinger Tagesticket“ als Nachweis über einen tagesaktuellen negativen Corona-Schnelltest Zugangsvoraussetzung für zahlreiche Betriebe. Die erweiterte Testpflicht galt für alle ab 14 Jahren, auch für die Einwohner des Landkreises Tübingen. Für die kostenlosen Schnelltests standen mehrere Teststationen in der Innenstadt bereit, drei davon für Gäste von außerhalb des Landkreises. Im Gegenzug zur erweiterten Testpflicht durften in Tübingen die Außengastronomie sowie Kunst- und Kultureinrichtungen wie Theater, Kinos und Bibliotheken wieder für den Publikumsverkehr öffnen. Auch dort war das Tübinger Tagesticket Zugangsvoraussetzung. Als Alternative waren Schnelltests in der jeweiligen Einrichtung unter Aufsicht zulässig. Die Betriebe und Einrichtungen waren verpflichtet, die Einhaltung der Schnelltestpflicht zu überprüfen. Die Lockerungen galten nicht für Hotels, für Bildungseinrichtungen, für den Sport oder für Vereinsveranstaltungen. In diesen Bereichen galten weiterhin die Einschränkungen der Corona-Landesverordnung. Der Einzelhandel im Stadtgebiet ebenso wie die Außengastronomie und die Kultur blieben während der Geltungsdauer des Modellversuchs ohne Terminvereinbarung geöffnet, auch nachdem die Inzidenz im Kreis über den Wert 50 gestiegen war. So war es mit dem Land Baden-Württemberg vereinbart, welches das Tübinger Modellprojekt „Öffnen mit Sicherheit“ genehmigt hatte. Bei der Umsetzung arbeitete die Stadt Tübingen mit dem Deutschen Roten Kreuz im Landkreis Tübingen zusammen. Das Universitätsklinikum übernahm die wissenschaftliche Begleitung.

### Projektverlauf
Wegen des anfänglichen Ansturms von Gästen, die nicht im Landkreis Tübingen wohnen, wurde ab dem 27. März 2021 die Zahl der Tagestickets auf 3000 pro Tag limitiert. Um Zustrom von außerhalb besonders über Ostern zu vermeiden, entschied die Stadtverwaltung Tübingen, zwischen dem 1. und 5. April ausschließlich Personen, die im Landkreis Tübingen wohnen oder in der Stadt Tübingen arbeiten, Tagesticket auszustellen.  Wegen gestiegener Fallzahlen gab es seit dem 7. April  2021 einige Einschränkungen, so musste die Außengastronomie wieder schließen und die Testpflicht wurde ausgedehnt. Baden-Württembergs Gesundheitsminister Manfred Lucha bezeichnete die Fortführung des Projekts als gefährdet. Am 24. April wurde das Modellprojekt aufgrund des Vierten Gesetzes zum Schutz der Bevölkerung bei einer epidemischen Lage von nationaler Tragweite beendet. Nach der Beendigung des Projekts ging die Zahl der täglichen Schnelltests von 5000 auf unter 1000 zurück.

## Übernahme

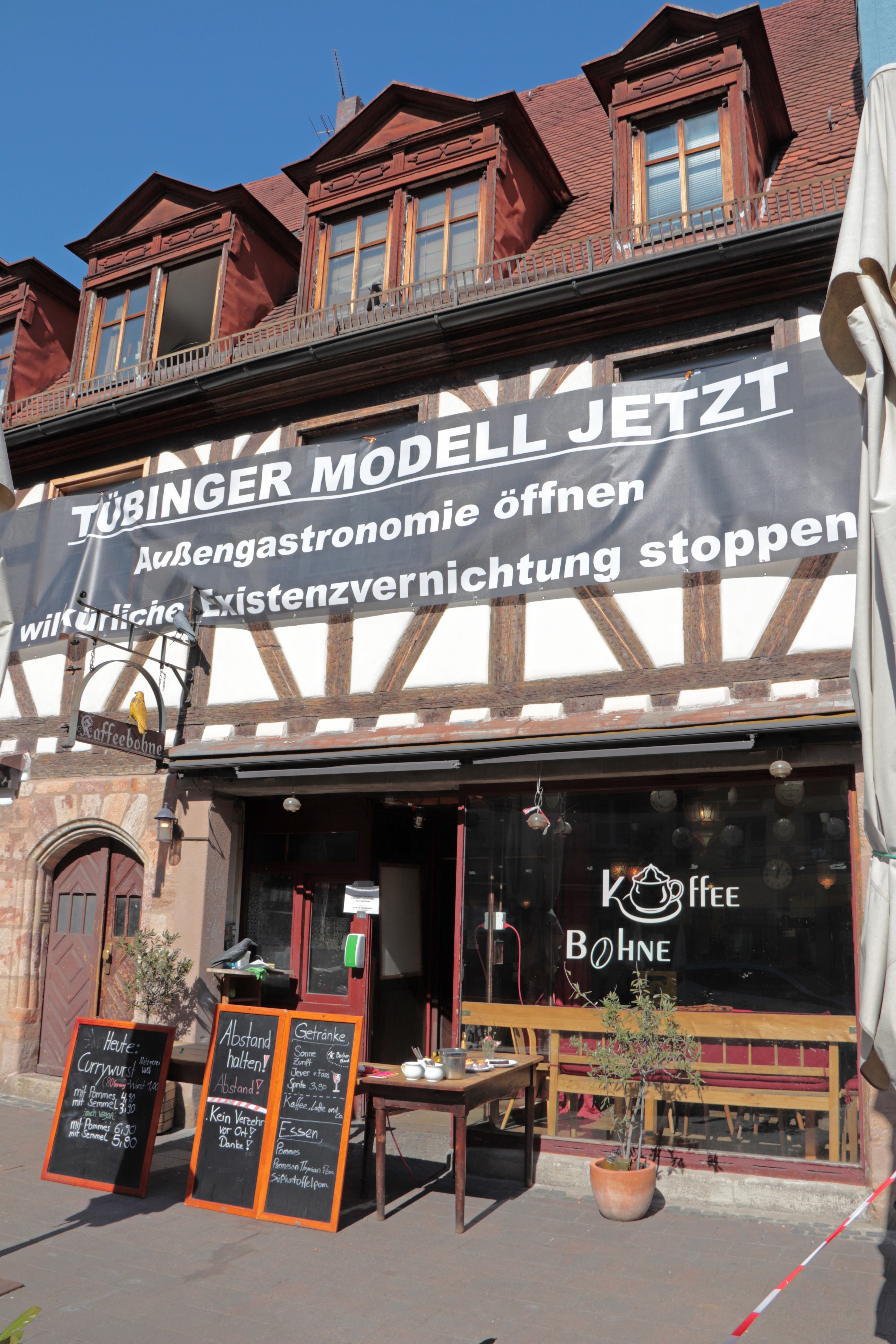
Eine Gaststätte in der Fürther „Kneipenmeile“ Gustavstraße fordert das Tübinger Modell, also die Öffnung zumindest der Freischankflächen

Seit April 2021 treten zahlreiche Kommunen an ihre Landesregierungen mit der Bitte, das Modellprojekt nachahmen zu dürfen, so bewarben sich in Bayern 83 Kommunen für die vorgesehenen acht Modellprojekte im Freistaat. Im gesamten Saarland startete am 6. April 2021 ein an das Tübinger Modell angelehnter Modellversuch: Außengastronomie, Kinos, Theater und Fitnessstudios dürfen wieder öffnen, Voraussetzung ist ein negativer Schnelltest, der nicht älter als 24 Stunden ist.

## Kritik
Vor allem Anfang April 2021 geriet das Modell in die Kritik, als die Inzidenzwerte in Tübingen seit 18. März 2021 erheblich gestiegen waren. So betrug die 7-Tage-Inzidenz am 18. März 2021 24, am 1. April 118, entkoppelte sich anschließend jedoch vom allgemeinen Trend, sank bis zum 8. April 2021 auf 60,1 und stabilisierte sich um den 11. April 2021 auf Werte um 80. Am 15. April lag die 7-Tage-Inzidenz nach Angaben des Landratsamts Tübingen bei 94, am 22. April bei 112.
| 7-Tage-Inzidenz Tübingen |       |           |
|                          | Stadt | Landkreis |
| 18. März 2021            | 24    | 57        |
| 1. April 2021            | 118   | 138       |
| 15. April 2021           | 94    | 148       |
| 22. April 2021           | 112   | 177       |